# Calvin Harris (calciatore)
Calvin Harris (Middlesbrough, 20 marzo 2000) è un calciatore inglese, attaccante del Colorado Rapids.

## Carriera
Harris è nato a Middlesbrough mentre suo padre giocava con lo Sheffield Utd ed a 10 anni si è trasferito ad Hong Kong dove ha iniziato a giocare nelle giovanili dell'HKFC. A 14 anni si è trasferito in Nuova Zelanda dove è entrato nell'Academy del Wellington Phoenix. Nel 2018 è stato assegnato alla squadra riserve ed il 21 ottobre ha fatto il suo esordio in New Zealand Football Championship nell'incontro perso 4-1 contro il Team Wellington, dove ha realizzato l'unica rete della sua squadra. Successivamente si è trasferito negli Stati Uniti per frequentare il college di Wake Forest dove ha giocato per due anni con la formazione locale.
Nel 2021 ha siglato un contratto con la Major League Soccer tramite Generation Adidas ed è stato selezionato dal FC Cincinnati nel SuperDraft. Il 18 aprile ha fatto il suo esordio in MLS nell'incontro pareggiato 2-2 contro il Nashville.
Il 21 dicembre 2022 si è trasferito al Colorado Rapids.

## Statistiche

### Presenze e reti nei club
Statistiche aggiornate al 27 novembre 2023.
| Stagione        | Squadra                 | Campionato      | Campionato | Campionato | Coppe nazionali | Coppe nazionali | Coppe nazionali | Coppe continentali | Coppe continentali | Coppe continentali | Altre coppe | Altre coppe | Altre coppe | Totale | Totale | Totale |
| Stagione        | Squadra                 | Comp            | Pres       | Reti       | Comp            | Pres            | Reti            | Comp               | Pres               | Reti               | Comp        | Pres        | Reti        | Pres   | Reti   |        |
| --------------- | ----------------------- | --------------- | ---------- | ---------- | --------------- | --------------- | --------------- | ------------------ | ------------------ | ------------------ | ----------- | ----------- | ----------- | ------ | ------ | ------ |
| 2018            | Wellington Phoenix Res. | NZFC            | 6          | 2          |                 | -               | -               |                    | -                  | -                  |             | -           | -           | 6      | 2      |        |
| 2021            | FC Cincinnati           | MLS             | 16         | 0          |                 | -               | -               |                    | -                  | -                  |             | -           | -           | 16     | 0      |        |
| 2022            | FC Cincinnati           | MLS             | 8          | 1          | USCup           | 1               | 0               |                    | -                  | -                  |             | -           | -           | 9      | 1      |        |
| 2022            | FC Cincinnati 2         | MNP             | 6          | 3          |                 | -               | -               |                    | -                  | -                  |             | -           | -           | 6      | 3      |        |
| 2023            | Colorado Rapids 2       | MNP             | 5          | 4          |                 | -               | -               |                    | -                  | -                  |             | -           | -           | 5      | 4      |        |
| 2023            | Colorado Rapids         | MLS             | 18         | 1          | USCup           | 1               | 0               |                    | -                  | -                  | LC          | 2           | 0           | 21     | 1      |        |
| Totale carriera | Totale carriera         | Totale carriera | 59         | 11         |                 | 2               | 0               |                    | -                  | -                  |             | 2           | 0           | 63     | 11     |        |